# دايفيد ويليام
دايفيد ويليام (بالإنجليزية: David Hale)‏ هو لاعب كرة قدم أمريكية أمريكي، ولد في 3 مارس 1983 في بلين سيتي في الولايات المتحدة.

## وصلات خارجية
- دايفيد ويليام على موقع مرجع كرة القدم المحترفة.كوم (الإنجليزية)